# خوسيه لاسا
خوسيه لاسا (بالإسبانية: José María Lasa Ibarguren)‏ هو لاعب كرة قدم إسباني في مركز نصف الجناح، ولد في 3 مارس 1948 في أندواين في إسبانيا. شارك مع منتخب إقليم الباسك لكرة القدم. أما مع النوادي، فقد لعب مع أتلتيك بيلباو وريال بلد الوليد وريال سرقسطة ولوغرونيس ونادي غرناطة.